# アッティリオ・バニョリーニ (エンリコ・トーチ級潜水艦)
アッティリオ・バニョリーニ（イタリア語：Attilio Bagnolini, S 505）は、イタリア海軍のエンリコ・トーチ級潜水艦2番艦。

## 艦歴
「アッティリオ・バニョリーニ」は、リウーニティ造船モンファルコーネ造船所で建造され1965年4月11日に起工、1967年8月26日に進水、1968年6月16日に就役する。
トーチ級はその静粛性と乗員による高度な操艦技術をかわれ、ソビエト連邦およびワルシャワ条約機構の潜水艦および任務部隊による攻撃を想定した演習で仮想敵を演じた。
現役間は、115,000海里を航海し、21,000時間にわたり水中で活動した。1991年7月15日に退役する。